# Dejan Stevanovič
Dejan Stevanovič es un deportista esloveno que compitió en piragüismo en la modalidad de eslalon. Ganó una medalla de bronce en el Campeonato Mundial de Piragüismo en Eslalon de 2002 y dos medallas de bronce en el Campeonato Europeo de Piragüismo en Eslalon, en los años 1996 y 2004.

## Palmarés internacional
| Campeonato Mundial | Campeonato Mundial            | Campeonato Mundial | Campeonato Mundial |
| Año                | Lugar                         | Medalla            | Competición        |
| ------------------ | ----------------------------- | ------------------ | ------------------ |
| 2002               | Bourg-Saint-Maurice (Francia) | Medalla de bronce  | C1 por equipos     |
| Campeonato Europeo |                               |                    |                    |
| Año                | Lugar                         | Medalla            | Competición        |
| 1996               | Augsburgo (Alemania)          | Medalla de bronce  | C1 por equipos     |
| 2004               | Skopie (Macedonia)            | Medalla de bronce  | C1 por equipos     |